# Donato (Khan degli unni)
Donato (... – Pannonia, 412) è stato re degli Unni dal 390 alla morte.
Khan degli Unni del Mar Nero orientale, Donato era sovrano di orde ad oriente di quelle di Rua il Grande.
Il suo regno durò circa 22 anni, fino alla sua morte che avvenne nel 412. Non si può dire con sicurezza quale fosse la relazione di parentela tra Donato ed Attila, come tra questi e Uldino (morto nel 412 d.C.)
Donato, che fu probabilmente un convertito al cristianesimo, dato il nome, (non si sa se di forma ariana o cattolica) venne ucciso a tradimento dagli ambasciatori bizantini del quale fa menzione Olimpiodoro.